# Бабусин внучок (фільм, 1922)
«Бабусин внучок» (англ. Grandma's Boy) — американська кінокомедія режисера Фреда С. Ньюмейєра 1922 року.

## Сюжет
Гарольд страждає від того, що всі вважають його боягузом. Тоді бабуся дає йому «амулет безстрашності».

## У ролях
- Гарольд Ллойд — бабусин внучок
- Мілдред Девіс — його дівчина
- Анна Таунсенд — його бабуся
- Чарльз Стівенсон — його суперник
- Ной Янг — шериф